# سیل کریم
سیل کریم، روستایی از توابع بخش زاغه شهرستان خرم‌آباد در استان لرستان ایران است.

## جمعیت
این روستا در دهستان قائدرحمت قرار دارد و براساس سرشماری مرکز آمار ایران در سال ۱۳۸۵، جمعیت آن ۱۰۰ نفر (۲۰خانوار) بوده‌است.و تمامی سکنه آن طایفه سادات شهنشاهیوند آهوقلندری  تیره سبزی وند می‌باشند.